# Монтерей (затока)
Монтерей (англ. Monterey Bay) — затока на сході Тихого океану, уздовж центрального узбережжя Каліфорнії. Розташована південніше від Сан-Франциско, між містами Санта-Крус та Монтерей.

## Географія
Затока Монтерей омиває узбережжя Каліфорнії в округах Санта-Крус та Монтерей. На північному узбережжі затоки розташоване місто Санта-Крус, а на південному кінці затоки — місто Монтерей на однойменному півострові Монтерей.
На півночі, в межах міста Санта-Крус, в затоку впадає річка Сан-Лоренцо. Також в затоку вливаються менші річки Салінас, Паджаро та Аптос-Крік.
В затоці знаходить підводний каньйон Монтерей, один з найдовших у світі. Він сягає 153 км завдовжки та 3600 м максикальної глибини.

## Історія
Першим європейцем, що відкрив затоку Монтерей, був Хуан Родрігес Кабрільйо, який 16 листопада 1542 року проплив на північ уздовж узбережжя в обозі, який був частиною іспанської морської експедиції. Він назвав затоку Баїя-де-лос-Пінос, що означає «Соснова затока» — ймовірно, завдяки сосновому лісу, що ріс на південь від затоки.
10 грудня 1595 року Себастьян Родрігес Сороменьйо перетнув бухту і перейменував її в Баїя-Сан-Педро на честь святого Петра з Верони.
Нинішня назва затоки вперше задокументована в 1602 році Себастьяном Віскаїно, якому іспанський уряд доручив провести повну та детальну картографію узбережжя. 16 грудня він кинув якір на місці сучасного порту Монтерей і назвав його Пуерто-де-Монтеррей на честь графа Монтеррея, тодішнього віце-короля Нової Іспанії.

## Флора і фауна
Затока Монтерей є домівкою для декількох видів морських ссавців, таких як морська видра, звичайний тюлень, косатка та декілька видів дельфінів. Вона розташована на міграційному шляху сірого кита та горбатого кита, а також є домом для північного морського слона. Тут також мешкають кілька видів акул, молюсків, морських птахів та морських черепах. Кілька різновидів водоростей утворюють у затоці так звані «підводні сади».
Для збереження природу в затоці створено декілька природоохоронних теиторій: Державний морський заповідник каньйону Соквель, Державна морська заповідна зона «Португальський виступ», Державний морський заповідник Морські сади Пасіфік-Гроув, Державний морський заповідник «Ловерс Пойнт», Державний морський заповідник Едварда Ф. Рікеттса, сіломарський державний морський заповідник.